# Giovanni Strambio
Giovanni Strambio (Carnago, 4 ottobre 1780 – Milano, 11 gennaio 1862) è stato un medico italiano che visse e operò principalmente a Milano tra il XVIII e il XIX secolo.
Insieme a Annibale Omodei e Angiolo Nespoli fu uno dei primi medici italiani a usare lo stetoscopio.

## Biografia

### Istruzione
Figlio di Gaetano Strambio, celebre medico del milanese, e Caterina Rimoldi, Giovanni Strambio fu presto avviato agli studi letterari a Milano. In seguito, seguendo l'esempio del padre e del nonno, cominciò gli studi di Medicina all'Università degli Studi di Pavia, da convittore del rinomato Collegio Ghislieri.
Ottenuto il dottorato nel 1801, tornò a Milano e iniziò il tirocinio presso l'Ospedale Maggiore seguito dal padre, al tempo medico primario.

### L'esperienza napoleonica
Non sentendosi pienamente soddisfatto e desideroso di immergersi nella vivace realtà civile del tempo, nel 1810 riuscì ad ottenere la nomina di medico militare; tale grado gli consentì di operare dapprima presso l'Ospedale Militare di Mantova, poi nell'Ospedale di Sant'Ambrogio a Milano; quindi fu nominato medico d'ambulanza della Guardia Reale, seguendo la Grande Armata nella Campagna di Russia. Nonostante un viaggio tanto lungo e pericoloso lo costringesse ad abbandonare il padre ormai anziano e sua moglie Carolina de Castilla (sorella del Senatore del Regno Gaetano De Castillia), l'ardore di partecipare a una così importante impresa e la curiosità di approfondire le sue conoscenze mediche lo spronavano alla partenza. Nel 1813, non lontano da Smolensko, durante la ritirata cadde nelle mani dei Cosacchi e fu condotto come prigioniero a Saratov. Tuttavia il governatore, venuto a conoscenza della sua professione e delle sue abilità mediche, lo incaricò non solo di assistere i suoi compagni infermi, ma anche della direzione di due ospedali in cui dilagava il tifo esantematico.
L'anno successivo, curioso di conoscere ed affrontare la peste bubbonica che si stava diffondendo in Oriente, chiese di essere mandato ad Odessa che ne era assalita; il suo desiderio, però, non fu esaudito. Grazie all'interposizione del Conte Giulio Litta, suo concittadino e vice-ammiraglio dello Zar, fu trasferito a Pietroburgo dove continuò la sua professione di medico e, una volta stipulata la pace, ritornò a Milano.

### La carriera editoriale e gli ultimi anni
Rientrato in patria, stimolato dall'ardente desiderio di adoperarsi per l'umanità, cominciò a lavorare con lo scopo di riordinare il sapere medico. Infatti egli aveva notato che nell'Italia settentrionale coesistevano molte dottrine mediche che determinavano confusione nei malati e negli stessi medici; alcuni seguivano le teorie di John Brown, altri quella del controstimolo, altri ancora la Nuova dottrina Medica Italiana.
Giovanni Strambio decise, quindi, di redigere un giornale medico, con il quale si propose di mostrare che solo discipline come la fisiologia, la patologia e l'anatomia potevano offrire i principi indiscutibili alla base della scienza e della pratica medica. La strada per questo lavoro era già stata tracciata da Marcello Malpighi, ma a differenza del medico emiliano, Strambio non si sarebbe limitato a studiare strenuamente queste materie, ma le avrebbe arricchite con la dottrina del francese François Broussais, medico presso l'ospedale militare di Val-de-Grâce che Strambio preferiva alle altre. Così, dal gennaio del 1824 si apprestò alla compilazione degli Annali della Medicina Fisiologico-Patologica. Tuttavia l’opera, a causa della difficoltà del lavoro e delle opposizioni della classe medica italiana che mal tollerava la dottrina del medico francese, non ottenne il successo desiderato. Di animo caparbio, Strambio non si arrese ma preferì cambiare indirizzo al giornale: nel 1826, esso fu pubblicato col nome di Giornale Critico di Medicina Analitica. La sostanziale differenza con gli Annali precedenti risiede nel fatto che Strambio decise di accantonare le teorie di Broussais e seguire la strada delle analisi dirette da lui svolte sui casi osservati e studiati. Grazie a questa nuova impostazione, il giornale riscosse una discreta fortuna.
Maturata la convinzione che con le conoscenze dell’epoca fosse difficile dare un fondamento scientifico all'intero sapere medico, Strambio volse la sua analisi allo specifismo, cioè all'analisi della vera natura delle malattie e alle adatte cure riservate ad esse. Così il giornale cambiò nuovamente nome in Giornale Analitico di Medicina, ossia Guida al medico nella pratica, titolo che mantenne fino al 1831 quando le pubblicazioni cessarono, in seguito alla nomina di Strambio come medico municipale e alla scomparsa del padre Gaetano.
Con la sua opera Strambio fu enormemente utile al suo paese: combatté i seguaci della teoria del controstimolo, concorse a diffondere gli innovativi precetti di Broussais sulla localizzazione dei morbi, e a informare delle frequenti malattie della digestione e dei danni causati da medicine purgative.
Il termine della pubblicazione del Giornale non allontanò Strambio dall’editoria; assistette Paolo Sangiorgio nel compilare la sua opera sui Medici Milanesi, Marco Aurelio Marchi nel Dizionario etimologico, e insieme al dottore Giacomo Ambrosoli stese un articolo sull’igiene nell’opera Milano e il suo territorio; infine inserì nel Politecnico e nella Gazzetta Medica di Milano alcuni articoli, rispettivamente, sul vaiolo e sulla cosiddetta migliare. Quest’ultima tematica lo colpì così tanto, sia perché il morbo si stava silenziosamente insidiando nella città di Milano, sia perché le conoscenze che i suoi colleghi ne avevano erano incomplete, che decise di stendere autonomamente un’opera Sulla migliare, che rimase tuttavia incompiuta a causa delle sue molteplici occupazioni.
Completò, invece, l’opera La grippe la tosse ferina, le febbri esantematiche tifoidee miliari e petecchiali ed altri morbi epidemici la cui natura contagiosa e tuttora controversa, investigati analiticamente nelle cause, nella natura ed essanza, in cui si propose di illustrare come tali malattie contagiose si presentarono più volte nelle epoche e come rimediarvi, e confutò il premiato Traité de la coqueluche, d'après les principes de la doctrine physiologique  di Henri Marie Joseph Desruelles, svelandone gli errori e correggendoli.
La pubblicazione di tutte le suddette opere determinò non solo la crescita della medicina italiana, ma la maturazione dell'autore stesso che, alternando lo studio dei libri all’esame diretto dei malati, si confrontò più volte con le sue stesse idee, giungendo a lodare ciò che inizialmente biasimava e ad accantonare dottrine che primariamente aveva difeso; si spense in lui l’ammirazione per François Broussais e coltivò con interesse gli studi di Giorgio Baglivi, Thomas Sydenham, Giovanni Battista Morgagni e Giambattista Borsieri. Infine, consapevole dell'insufficienza di un sistema medico isolato, ripiegò sulla medicina ippocratica.
Dal 1831, e fino al termine della sua vita, ricoprì la carica di medico municipale di Milano. In questo lasso di tempo instaurò delle misure cautelative per proteggere la salute pubblica dalla peste che travolse Milano per ben quattro volte (negli anni 1836, 1849, 1854, 1855).
Morì improvvisamente l’11 gennaio 1862, all’età di 82 anni.

## Opere principali
- Annali della Medicina Fisiologico-Patologica (1824-1826)
- Giornale Analitico di Medicina, ossia Guida al medico nella pratica (1826-1831)
- La grippe la tosse ferina, le febbri esantematiche tifoidee miliari e petecchiali ed altri morbi epidemici la cui natura contagiosa e tuttora controversa, investigati analiticamente nelle cause, nella natura ed essanza (1844)